# Thats What I Want
"Thats What I Want" (estilizada em letras maiúsculas) é uma canção do rapper e cantor estadunidense Lil Nas X, gravada para seu álbum de estúdio de estreia Montero (2021). Foi escrita por Lil Nas X e os produtores da canção, Omer Fedi, Blake Slatkin, Ryan Tedder e KBeaZy. Foi lançada através da Columbia Records em 17 de setembro de 2021, como o quarto single de Montero.

## Desempenho comercial

### Tabelas semanais
| Tabela musical (2021)                        | Melhor posição |
| -------------------------------------------- | -------------- |
| África do Sul (RISA)                         | 18             |
| Alemanha (Offizielle Deutsche Charts)        | 18             |
| Austrália (ARIA)                             | 7              |
| Áustria (Ö3 Austria Top 75)                  | 15             |
| Bélgica (Ultratop 50 da Valônia)             | 41             |
| Bélgica (Ultratop 50 de Flandres)            | 14             |
| Canadá (Canadian Hot 100)                    | 5              |
| Canadá (Billboard CHR/Top 40)                | 37             |
| República Checa (Singles Digitál Top 100)    | 12             |
| Dinamarca (Hitlisten)                        | 8              |
| Eslováquia (Singles Digitál Top 100)         | 11             |
| Espanha (PROMUSICAE)                         | 51             |
| Estados Unidos (Billboard Hot 100)           | 10             |
| Estados Unidos (Billboard Mainstream Top 40) | 23             |
| Finlândia (Suomen virallinen lista)          | 10             |
| França (SNEP)                                | 39             |
| Mundo (Billboard Global 200)                 | 4              |
| Grécia (IFPI)                                | 10             |
| Hungria (Stream Top 40)                      | 11             |
| Índia (IMI)                                  | 13             |
| Irlanda (IRMA)                               | 3              |
| Itália (FIMI)                                | 73             |
| Japão (Billboard Japan Hot Overseas)         | 7              |
| Lituânia (AGATA)                             | 11             |
| Noruega (VG-lista)                           | 7              |
| Nova Zelândia (Recorded Music NZ)            | 6              |
| Países Baixos (Dutch Top 40)                 | 31             |
| Países Baixos (Single Top 100)               | 30             |
| Polónia (Polish Airplay Top 100)             | 42             |
| Portugal (AFP)                               | 8              |
| Reino Unido (UK Singles Chart)               | 10             |
| Singapura (RIAS)                             | 9              |
| Suécia (Sverigetopplistan)                   | 12             |
| Suíça (Schweizer Hitparade)                  | 13             |

## Histórico de lançamento
| Região         | Data                   | Formato(s)        | Gravadora(s) | Ref.   |
| -------------- | ---------------------- | ----------------- | ------------ | ------ |
| Itália         | 24 de setembro de 2021 | Rádios mainstream | Sony         | [ 35 ] |
| Estados Unidos | 27 de setembro de 2021 | Rádios hot AC     | Columbia     | [ 36 ] |
| Estados Unidos | 28 de setembro de 2021 | Rádios mainstream | Columbia     | [ 37 ] |